# Lavey-Morcles
Lavey-Morcles – miejscowość i gmina (commune) w zachodniej Szwajcarii, w kantonie Vaud, w okręgu (district) Aigle. Leży nad Rodanem.

## Demografia
W Lavey-Morcles mieszkają 964 osoby. W 2021 roku 21,5% populacji gminy stanowiły osoby urodzone poza Szwajcarią. 